# Actia perdita
Actia perdita är en tvåvingeart som beskrevs av Malloch 1930. Actia perdita ingår i släktet Actia och familjen parasitflugor. Inga underarter finns listade i Catalogue of Life.